# Drive (álbum)
Drive es el décimo cuarto y último álbum de estudio del cantante británico de rock Robert Palmer, publicado en 2003 por Universal Records. Para crear esta producción el vocalista se inspiró en su participación en el álbum tributo a Robert Johnson Hellhound on My Trail (2001) y en su colaboración en la banda sonora de la película ambientada en Nueva Orleans The Yellow Bird, ambos de 2001. Por ello, contiene en su mayoría versiones de artistas clásicos de blues, como también canciones más recientes «TV Dinners» de ZZ Top y «Am I Wrong?» de Keb' Mo'.
El 7 de julio de 2003 llegó hasta la posición 10 de la lista estadounidense Blues Albums Chart y permaneció en ella por doce semanas.

## Lista de canciones
| N.º | Título                         | Escritor(es)                                              | Duración |  |
| 1.  | «Mama Talk To Your Daughter»   | J. B. Lenoir, Alex Atkins                                 | 2:27     |  |
| 2.  | «Why Get Up?»                  | Bill Carter, Ruth Ellsworth                               | 3:01     |  |
| 3.  | «Who's Fooling Who?»           | Steve Barri, Michael Omartian, Harvey Price, Daniel Walsh | 2:49     |  |
| 4.  | «Am I Wrong?»                  | Kevin R. Moore                                            | 2:04     |  |
| 5.  | «TV Dinners»                   | Frank Beard, Billy Gibbons, Dusty Hill                    | 3:24     |  |
| 6.  | «Lucky»                        | Robert Palmer, Carl Carlton                               | 2:22     |  |
| 7.  | «Stella»                       | Slinger Francisco                                         | 3:59     |  |
| 8.  | «Dr Zhivago's Train»           | Nicolai Dunger                                            | 3:58     |  |
| 9.  | «Ain't That Just Like A Woman» | Claude Demetrius, Fleecy Moore                            | 1:59     |  |
| 10. | «Hound Dog»                    | Jerry Leiber, Mike Stoller                                | 2:03     |  |
| 11. | «Crazy Cajun Cake Walk Band»   | Jim Ford, Lolly Vegas, Pat Vegas                          | 3:08     |  |
| 12. | «Need Your Love So Bad»        | Mertis John Jr.                                           | 2:14     |  |

## Músicos
- Robert Palmer: voz y bajo
- Carl Carlton: guitarra
- Mauro Spina: batería y percusión
- James Palmer: batería y percusión en «Dr. Zhivago's Train»
- Dr Gabs: órgano Hammond, piano, sintetizador; bajo en «Stella»
- Franco Limido: armónica